# Loxosceles deserta
Espèce
Loxosceles deserta est une espèce d'araignées aranéomorphes de la famille des Sicariidae.

## Distribution

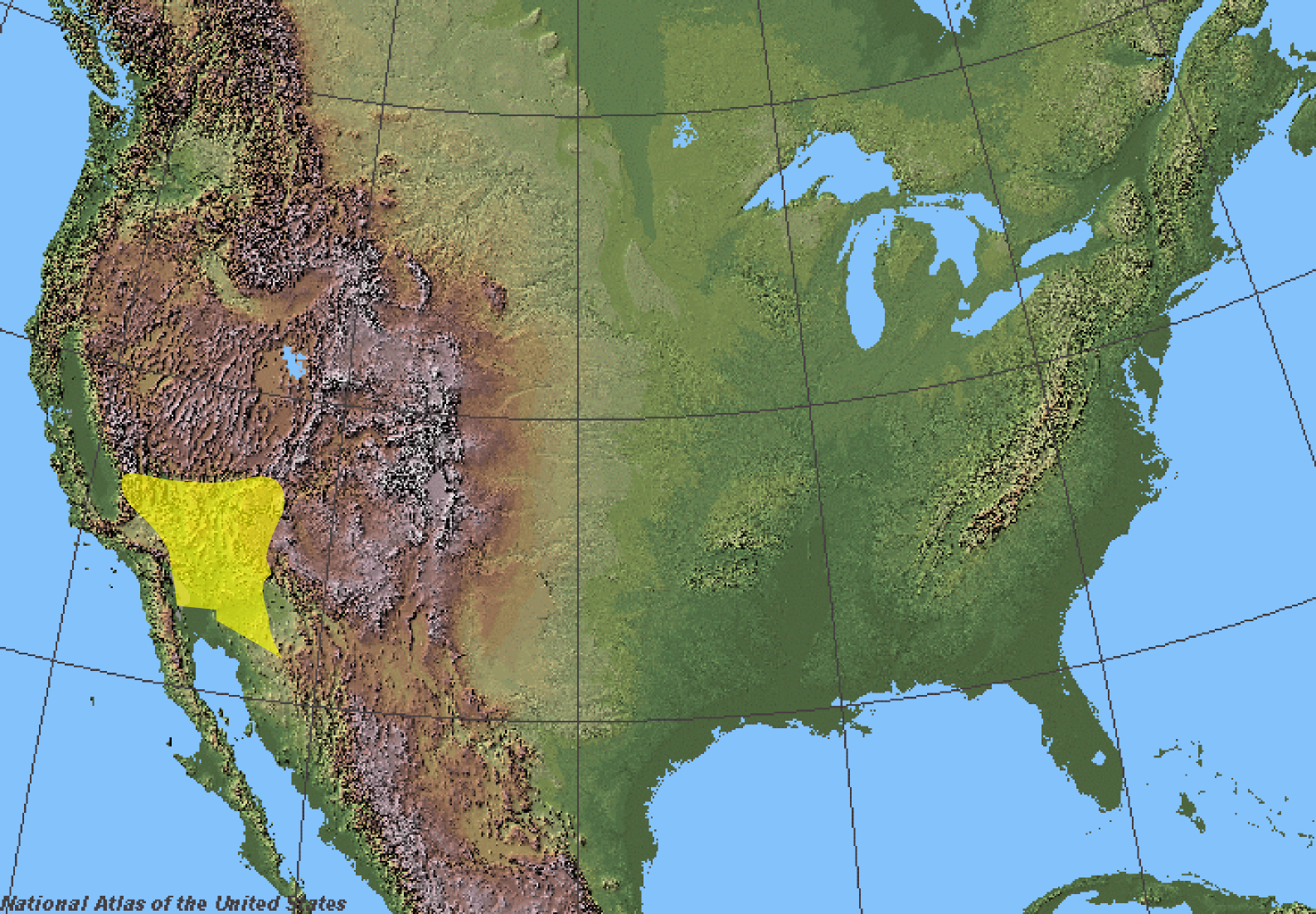
Distribution aux États-Unis

Cette espèce se rencontre dans le désert des Mojaves et le désert de Sonora :
- aux États-Unis en Arizona, dans le Sud de la Californie, dans le Sud du Nevada et dans le Sud-Ouest de l'Utah ;
- au Mexique dans le Nord de la Basse-Californie.

Sa présence est incertaine au Sonora.

## Description
Le mâle holotype mesure 7,5 mm et la femelle 7,5 mm.

## Publication originale
- Gertsch, 1973 : A report on cave spiders from Mexico and Central America. Studies on the cavernicole fauna of Mexico and adjacent regions, Association of Mexican Cave Studies Bulletin, vol. 5, p. 141-163 (texte intégral).